# 加木屋中之池站
加木屋中之池站（日语：／ Kagiyanakanoike eki */?）是位於愛知縣東海市加木屋町唐畑，屬於名古屋鐵道（名鐵）河和線的車站。本站的副站名為「公立西知多綜合醫院前」。

## 歷史
- 2015年（平成27年） - 名古屋鐵道和東海市起同意建設新車站[2]。
- 2020年（令和2年）2月17日 - 名古屋鐵道和東海市就新車站建設簽訂基本協議[3]。
- 2022年（令和4年）12月22日 - 決定新車站名稱[4][5]。
- 2024年（令和6年）3月16日 - 車站啟用。在啟用時為普通列車停車站及無人車站。當初只有靠近公立西知多綜合醫院一方的北剪票口一處剪票口[4]。
- 2024年（令和6年）度 - 預定南剪票口啟用[4]。

## 駅構造
此站是引入了車站集中管理系統的無人車站。
站內設有可容納6卡車廂的2面2線相對式月台。在月台南北兩端設有檢票口（在當初啟用時只有北檢票口，南檢票口預定在2024年度啟用）。
| 月台編號 | 路線   | 上下行 | 方向                         |
| -------- | ------ | ------ | ---------------------------- |
| 1        | 河和線 | 下行   | 河和、內海方向               |
| 2        | 河和線 | 上行   | 太田川、金山、名鐵名古屋方向 |

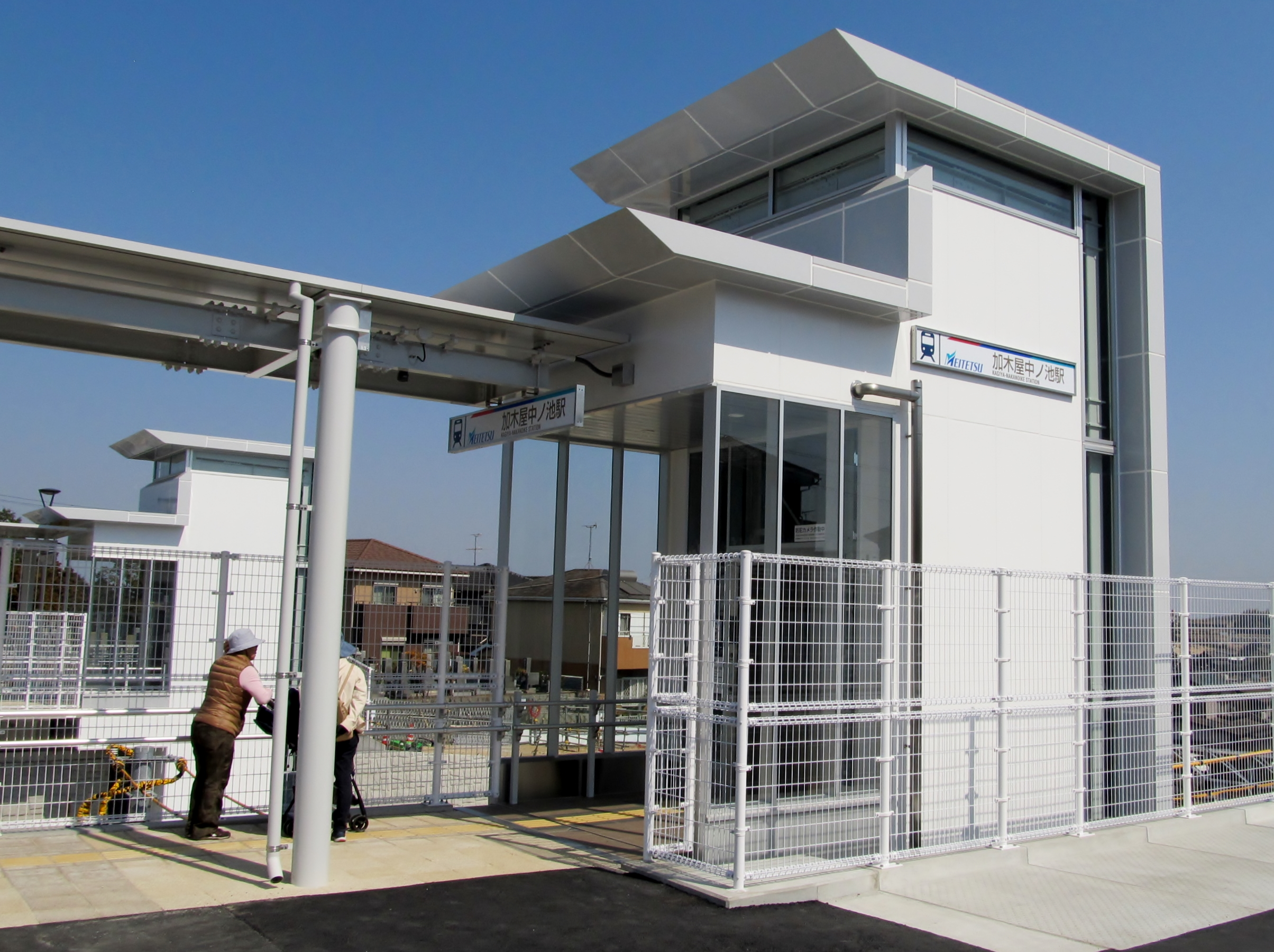
北口的升降機
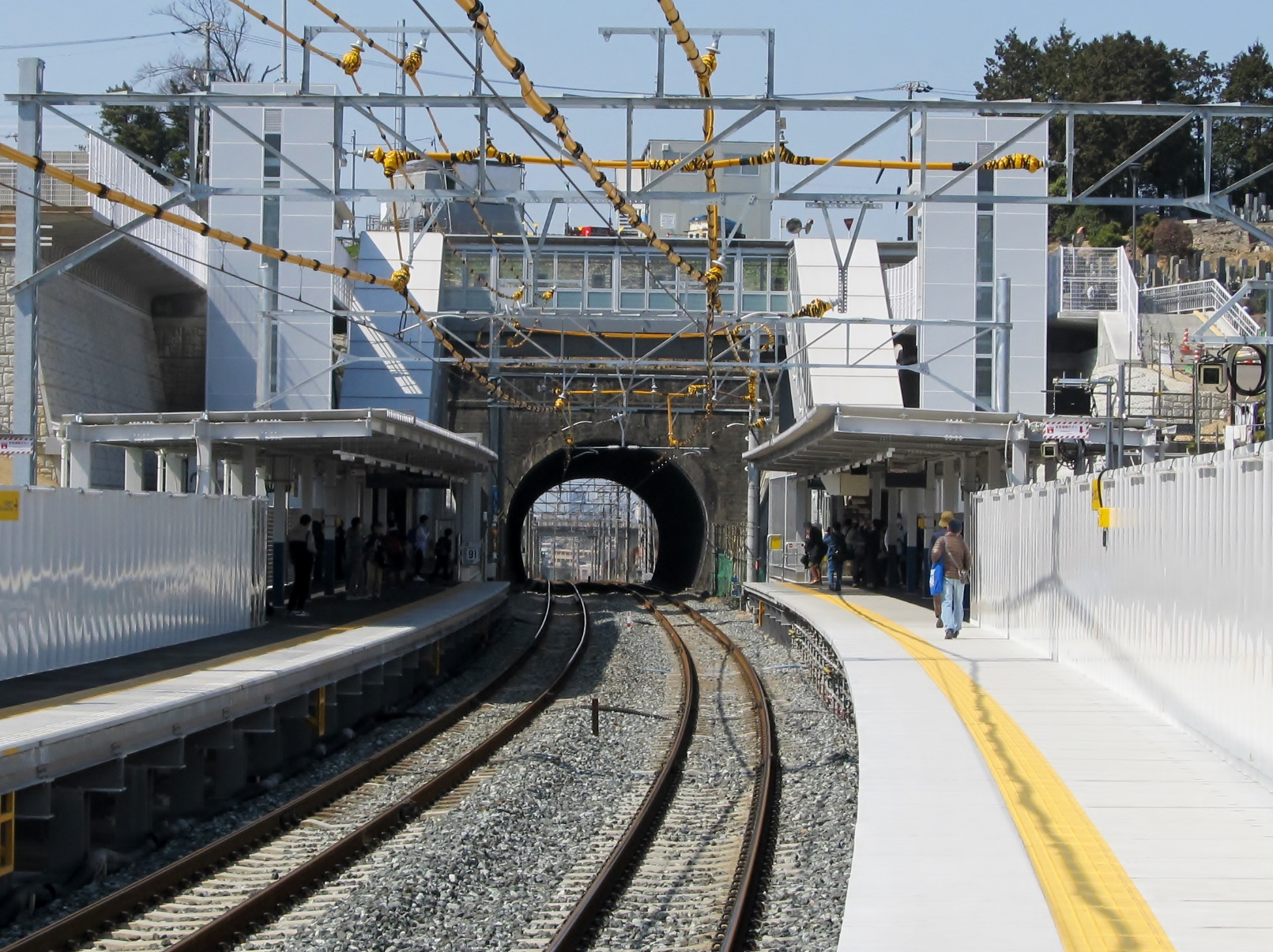
月台
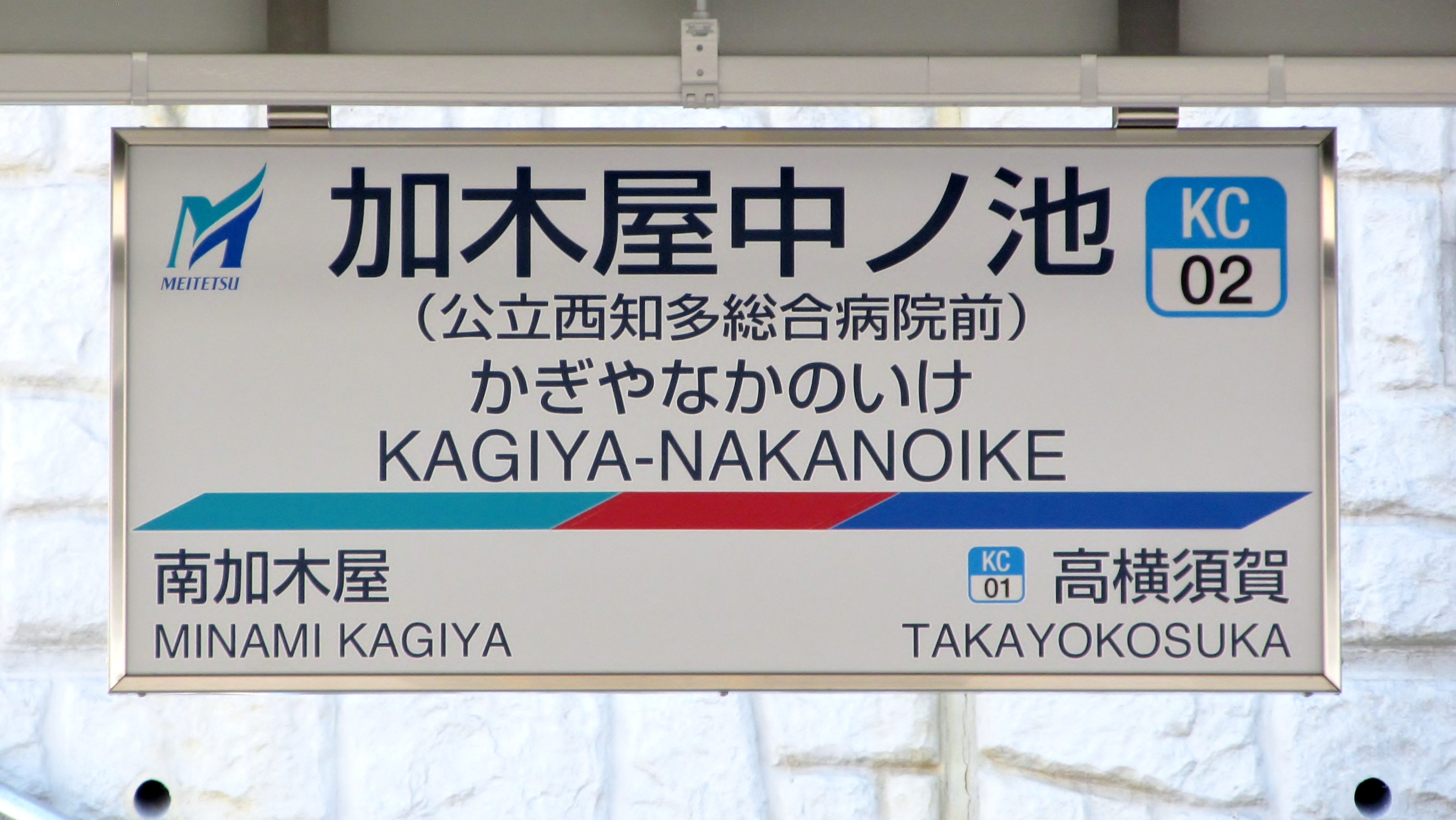
站名牌

## 車站周邊
- 西知多綜合醫院（日语：西知多総合病院）
- 東海市立橫須賀中學（日语：東海市立横須賀中学校）
- 東海市立加木屋小學（日语：東海市立加木屋小学校）
- 中之池公園

## 相鄰車站
名古屋鐵道
 河和線
高橫須賀（KC01） - 加木屋中之池（KC02） - 南加木屋（KC03）

## 注腳
1. . 名古屋鉄道.   [2024-02-17]. （原始内容存档于2024-02-17） （日语）.
2. ↑   (PDF) (新闻稿). 2015-09-08. （原始内容 (PDF)存档于2016-08-10） （日语）.
3. ↑  . 鉄道コム. 2020-02-17  [2022-12-23]. （原始内容存档于2022-12-06） （日语）.
4. 1 2 3   (PDF) (新闻稿). 名古屋鉄道. 2022-12-22  [2022-12-22]. （原始内容存档 (PDF)于2023-04-01） （日语）.
5. 1 2   (PDF) (新闻稿). 名古屋鉄道. 2023-09-01  [2023-09-02]. （原始内容存档 (PDF)于2023-09-06） （日语）.
6. 1 2  . 名古屋鉄道.   [2024-03-16]. （原始内容存档于2024-03-16） （日语）.